# Список умерших в 1006 году

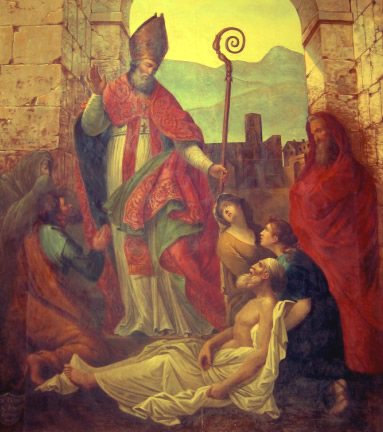
Фулькран

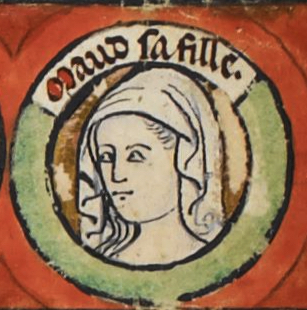
Матильда Нормандская

В этой статье представлен список известных людей, умерших в 1006 году.
См. также: Категория:Умершие в 1006 году

## Февраль
- 5 февраля — Альбуин[нем.] — епископ Брессаноне (975—1006), христианский святой
- 13 февраля — Фулькран — святой Римско-Католической Церкви, епископ Лодева (949—1006)
- 27 февраля — Бертольд II[нем.] — граф Торгау (991—1006)

## Июль
- 21 июля — Гизела Бургундская — герцогиня Баварии, супруга Генриха II Строптивого и мать императора Генриха II.

## Дата неизвестна или требует уточнения
- Абд ар-Рахман ибн Мумин — правитель Волжской Булгарии, основатель Казани.
- Бозон II — сеньор Нижнего Марша (с 988), граф Марша и Перигора (с 997).
- Кенвульф[англ.] — епископ Винчестера (1006)
- Матильда Нормандская — графиня-консорт Блуа (1003/1004—1006), жена Эда II де Блуа
- Олаф Павлин[англ.] — политический деятель Исландии, один из главных героев Саги о людях из Лососьей долины
- Орсеоло, Джованни[англ.] — сын венецианского дожа Пьетро II Орсеоло, первый венецианский герцог Далмации
- Шерира бар-Ханина — руководитель (гаон) талмудической академии города Пумбедиты.
- Элфгельм[англ.] — элдормен Йорка с 994(?)
- Эмма Чешская — княгиня Чехии (ок.989—999), супруга, чешского князя Болеслава II
- Эриксон, Торвальд — предводитель викингов, сын Эйрика Рыжего, брат Лейфа Эрикссона, руководитель одной из экспедиций в страну Винланд, погиб в стычке с индейцами.